# Ибилин
Ибилин или Ибиллин (ивр. אעבלין‎, араб. إعبلين‎) — местный совет в северном округе Израиля. Его площадь составляет 12 070 дунамов.
В Ибилин действует система образовательных учреждений Мар Элиаса, включающая в себя учреждения от детсада до колледжа, которую основал архиепископ Элиас Шакур.
В деревне находятся могилы членов семьи Дахара эль-Умара и могила Акилы Ага — бедуинского вождя, отбившего в 1860 нападение друзов.

## Население
По данным Центрального статистического бюро Израиля, население на начало 2020 года составляло 13 305 человек.
Ежегодный прирост населения — 1,9 %.